# Erdeni Chuluuta Uula
Pour les articles homonymes, voir Erdeni.
L'Erdeni Chuluuta Uula (mongol : Эрдэни чулуута Уул) est une montagne de Mongolie, située dans l'aïmag de Govi-Altai, et dont le sommet atteint 2 359 mètres d'altitude.